# Wim Suurbier
Wim Suurbier (Eindhoven, 1945. január 16. – Amszterdam, 2020. július 12.) 60-szoros holland válogatott, kétszeres világbajnoki ezüstérmes labdarúgó, hátvéd, edző.

## Pályafutása

### Klubcsapatban
Az Ajax csapatában kezdte a labdarúgást, ahol 1964-ben mutatkozott be az élvonalban. 1964 és 1977 között 392 bajnoki mérkőzésen lépett pályára és 16 gólt szerzett. Hét bajnoki címet, négy holland kupa-győzelmet szerzett a csapattal. Tagja volt a sorozatban három BEK-győzelmet szerző csapatnak. Az 1977–78-as idényben a nyugatnémet Schalke 04 csapatában játszott. Az 1978–79-es idényben a francia az AS Monaco együttesében szerepelt. 1979-ben és 1981 között az amerikai Los Angeles Aztecs csapatában játszott. 1981-ben egy rövid ideig visszatért Hollandiába, a Sparta Rotterdamhoz. 1982-től ismét az Egyesült Államokban játszott. 1982-ben a San Jose Earthquakes csapatában fejezte be nagypályás labdarúgó pályafutását. Ezt követően 1982–83-ban a San Jose Eartquakes, 1986–87-ben a Tampa Bay Rowdies teremlabdarúgó-csapatában még játszott.

### A válogatottban
1966 és 1978 között 60 alkalommal szerepelt a holland válogatottban és három gólt szerzett. Két világbajnokságon vett részt (1974, 1978). Mindkét alkalommal tagja volt az ezüstérmes csapatnak. 1976-ban a jugoszláviai Európa-bajnokságon bronzérmet szerzett a holland válogatottal.

### Edzőként
1983 és 1994 között hét különböző amerikai csapatnál dolgozott edzőként. 1983-ban a San Jose éppen Golden Bay Earthquakes-re átnevezett csapatánál kezdett segédedzőként dolgozni. 1984-ben a Tulsa Roughnecks vezetőedzője volt. Ezt követően az észak-amerikai labdarúgó liga (NASL) megszűnt. 1986-ban a Los Angeles Heat, 1986–87-ben a Tampa Bay Rowdies, 1988-ban a Fort Lauderdale Strikers, 1989-ben a Miami Sharks edzőjeként tevékenykedett. Pár év kihagyás után 1994-ben a St. Petersburg Kickers csapatánál dolgozott.

## Sikerei, díjai

### Játékosként
- Világbajnokság
  - ezüstérmes: 1974, 1978
- Európa-bajnokság
  - bronzérmes: 1976
- Holland bajnokság
  - bajnok: 1965–66, 1966–67, 1967–68, 1969–70, 1971–72, 1972–73, 1976–77
- Holland kupa
  - győztes: 1967, 1970, 1971, 1972
- Bajnokcsapatok Európa-kupája (BEK)
  - győztes: 1970–71, 1971–72, 1972–73
- UEFA-szuperkupa
  - győztes: 1972, 1973
- Interkontinentális kupa
  - győztes: 1972

## Statisztika

### Mérkőzései a holland válogatottban
| Hollandia | Hollandia            | Hollandia                                  | Hollandia      | Hollandia | Hollandia     | Hollandia      | Hollandia | Hollandia |
| #         | Dátum                | Helyszín                                   | Hazai          | Eredmény  | Vendég        | Kiírás         | Gólok     | Esemény   |
| --------- | -------------------- | ------------------------------------------ | -------------- | --------- | ------------- | -------------- | --------- | --------- |
| 1.        | 1966. november 6.    | Amszterdam, Olimpiai Stadion               | Hollandia      | 1 – 2     | Csehszlovákia | barátságos     | -         |           |
| 2.        | 1966. november 30.   | Rotterdam, Feijenoord Stadion              | Hollandia      | 2 – 0     | Dánia         | Eb-selejtező   | -         |           |
| 3.        | 1967. április 5.     | Lipcse, Zentralstadion                     | NDK            | 4 – 3     | Hollandia     | Eb-selejtező   | -         |           |
| 4.        | 1967. május 10.      | Budapest, Népstadion                       | Magyarország   | 2 – 1     | Hollandia     | Eb-selejtező   | 1         | 59'       |
| 5.        | 1967. szeptember 13. | Amszterdam, Olimpiai Stadion               | Hollandia      | 1 – 0     | NDK           | Eb-selejtező   | -         |           |
| 6.        | 1967. október 4.     | Koppenhága, Idrætsparken Stadion           | Dánia          | 3 – 2     | Hollandia     | Eb-selejtező   | 1         | 74'       |
| 7.        | 1967. november 1.    | Rotterdam, Feijenoord Stadion              | Hollandia      | 1 – 2     | Jugoszlávia   | barátságos     | -         |           |
| 8.        | 1968. május 1.       | Varsó, Lengyel Hadsereg Stadionja          | Lengyelország  | 0 – 0     | Hollandia     | barátságos     | -         |           |
| 9.        | 1968. szeptember 4.  | Rotterdam, Feijenoord Stadion              | Luxemburg      | 0 – 2     | Hollandia     | vb-selejtező   | -         |           |
| 10.       | 1968. október 27.    | Szófia, Levszki-stadion                    | Bulgária       | 2 – 0     | Hollandia     | vb-selejtező   | -         |           |
| 11.       | 1969. március 26.    | Rotterdam, Feijenoord Stadion              | Hollandia      | 4 – 0     | Luxemburg     | vb-selejtező   | -         |           |
| 12.       | 1969. május 7.       | Rotterdam, Feijenoord Stadion              | Hollandia      | 1 – 0     | Lengyelország | vb-selejtező   | -         |           |
| 13.       | 1969. szeptember 7.  | Chorzów, Stadion Śląski                    | Lengyelország  | 2 – 1     | Hollandia     | vb-selejtező   | -         |           |
| 14.       | 1969. október 22.    | Rotterdam, Feijenoord Stadion              | Hollandia      | 1 – 1     | Bulgária      | vb-selejtező   | -         |           |
| 15.       | 1970. november 11.   | Drezda, Rudolf Harbig Stadion              | NDK            | 1 – 0     | Hollandia     | Eb-selejtező   | -         |           |
| 16.       | 1970. december 2.    | Amszterdam, Olimpiai Stadion               | Hollandia      | 2 – 0     | Románia       | barátságos     | -         |           |
| 17.       | 1971. február 24.    | Rotterdam, Feijenoord Stadion              | Hollandia      | 6 – 0     | Luxemburg     | Eb-selejtező   | 1         | 83'       |
| 18.       | 1971. április 4.     | Split, Stadion pod Marjanom                | Jugoszlávia    | 2 – 0     | Hollandia     | Eb-selejtező   | -         |           |
| 19.       | 1972. november 19.   | Antwerpen, Bosuilstadion                   | Belgium        | 0 – 0     | Hollandia     | vb-selejtező   | -         |           |
| 20.       | 1973. március 28.    | Bécs, Práter Stadion                       | Ausztria       | 1 – 0     | Hollandia     | barátságos     | -         | 46'       |
| 21.       | 1973. május 2.       | Amszterdam, Olimpiai Stadion               | Hollandia      | 3 – 2     | Spanyolország | barátságos     | -         |           |
| 22.       | 1973. augusztus 22.  | Amszterdam, Stadion De Meer                | Hollandia      | 5 – 0     | Izland        | vb-selejtező   | -         |           |
| 23.       | 1973. augusztus 29.  | Deventer, De Adelaarshorst                 | Izland         | 1 – 8     | Hollandia     | vb-selejtező   | -         |           |
| 24.       | 1973. október 10.    | Rotterdam, Feijenoord Stadion              | Hollandia      | 1 – 1     | Lengyelország | barátságos     | -         |           |
| 25.       | 1973. november 18.   | Amszterdam, Olimpiai Stadion               | Hollandia      | 0 – 0     | Belgium       | vb-selejtező   | -         |           |
| 26.       | 1974. május 26.      | Amszterdam, Olimpiai Stadion               | Hollandia      | 4 – 1     | Argentína     | barátságos     | -         |           |
| 27.       | 1974. június 5.      | Rotterdam, Feijenoord Stadion              | Hollandia      | 0 – 0     | Románia       | barátságos     | -         |           |
| 28.       | 1974. június 15.     | Hannover, Niedersachsenstadion (FRG)       | Uruguay        | 0 – 2     | Hollandia     | vb-csoportkör  | -         |           |
| 29.       | 1974. június 19.     | Dortmund, Westfalenstadion (FRG)           | Hollandia      | 0 – 0     | Svédország    | vb-csoportkör  | -         |           |
| 30.       | 1974. június 23.     | Dortmund, Westfalenstadion (FRG)           | Bulgária       | 1 – 4     | Hollandia     | vb-csoportkör  | -         |           |
| 31.       | 1974. június 26.     | Gelsenkirchen, Parkstadion (FRG)           | Argentína      | 0 – 4     | Hollandia     | vb-középdöntő  | -         | 84'       |
| 32.       | 1974. június 30.     | Gelsenkirchen, Parkstadion (FRG)           | NDK            | 0 – 2     | Hollandia     | vb-középdöntő  | -         |           |
| 33.       | 1974. július 3.      | Dortmund, Westfalenstadion (FRG)           | Brazília       | 0 – 2     | Hollandia     | vb-középdöntő  | -         |           |
| 34.       | 1974. július 7.      | München, Olimpiai Stadion                  | NSZK           | 2 – 1     | Hollandia     | vb-döntő       | -         |           |
| 35.       | 1974. szeptember 4.  | Stockholm, Råsunda Stadion                 | Svédország     | 1 – 5     | Hollandia     | barátságos     | -         |           |
| 36.       | 1974. október 9.     | Rotterdam, Feijenoord Stadion              | Hollandia      | 1 – 0     | Svájc         | barátságos     | -         |           |
| 37.       | 1974. november 20.   | Rotterdam, Feijenoord Stadion              | Hollandia      | 3 – 1     | Olaszország   | Eb-selejtező   | -         |           |
| 38.       | 1975. április 30.    | Antwerpen, Bosuilstadion                   | Belgium        | 1 – 0     | Hollandia     | barátságos     | -         |           |
| 39.       | 1975. május 17.      | Frankfurt, Waldstadion                     | NSZK           | 1 – 1     | Hollandia     | barátságos     | -         |           |
| 40.       | 1975. szeptember 3.  | Nijmegen, Goffertstadion                   | Hollandia      | 4 – 1     | Finnország    | Eb-selejtező   | -         |           |
| 41.       | 1975. szeptember 10. | Chorzów, Stadion Śląski                    | Lengyelország  | 4 – 1     | Hollandia     | Eb-selejtező   | -         |           |
| 42.       | 1975. október 15.    | Amszterdam, Olimpiai Stadion               | Hollandia      | 3 – 0     | Lengyelország | Eb-selejtező   | -         |           |
| 43.       | 1975. november 22.   | Róma, Olimpiai Stadion                     | Olaszország    | 1 – 0     | Hollandia     | Eb-selejtező   | -         |           |
| 44.       | 1976. április 25.    | Rotterdam, Feijenoord Stadion              | Hollandia      | 5 – 0     | Belgium       | Eb-negyeddöntő | -         |           |
| 45.       | 1976. május 22.      | Brüsszel, Heysel Stadion                   | Belgium        | 1 – 2     | Hollandia     | Eb-negyeddöntő | -         |           |
| 46.       | 1976. június 16.     | Zágráb, Maksimir Stadion (YUG)             | Csehszlovákia  | 3 – 1     | Hollandia     | Eb-elődöntő    | -         |           |
| 47.       | 1976. június 19.     | Zágráb, Maksimir Stadion                   | Jugoszlávia    | 2 – 3     | Hollandia     | Eb 3. helyért  | -         |           |
| 48.       | 1977. február 9.     | London, Wembley Stadion                    | Anglia         | 0 – 2     | Hollandia     | barátságos     | -         |           |
| 49.       | 1977. március 26.    | Antwerpen, Bosuilstadion                   | Belgium        | 0 – 2     | Hollandia     | vb-selejtező   | -         |           |
| 50.       | 1977. augusztus 31.  | Nijmegen, Goffertstadion                   | Hollandia      | 4 – 1     | Izland        | vb-selejtező   | -         |           |
| 51.       | 1977. október 5.     | Rotterdam, Feijenoord Stadion              | Hollandia      | 0 – 0     | Szovjetunió   | barátságos     | -         |           |
| 52.       | 1977. október 12.    | Belfast, Windsor Park                      | Észak-Írország | 0 – 1     | Hollandia     | vb-selejtező   | -         |           |
| 53.       | 1977. október 26.    | Amszterdam, Olimpiai Stadion               | Hollandia      | 1 – 0     | Belgium       | vb-selejtező   | -         |           |
| 54.       | 1978. február 22.    | Ramat Gan, Nemzeti Stadion                 | Izrael         | 1 – 2     | Hollandia     | barátságos     | -         |           |
| 55.       | 1978. április 5.     | Tunisz, Stade El Menzah                    | Tunézia        | 0 – 4     | Hollandia     | barátságos     | -         |           |
| 56.       | 1978. május 20.      | Bécs, Práter Stadion                       | Ausztria       | 0 – 1     | Hollandia     | barátságos     | -         |           |
| 57.       | 1978. június 3.      | Mendoza, Estadio Malvinas Argentinas (ARG) | Irán           | 0 – 3     | Hollandia     | vb-csoportkör  | -         |           |
| 58.       | 1978. június 7.      | Mendoza, Estadio Malvinas Argentinas (ARG) | Peru           | 0 – 0     | Hollandia     | vb-csoportkör  | -         |           |
| 59.       | 1978. június 11.     | Mendoza, Estadio Malvinas Argentinas (ARG) | Hollandia      | 2 – 3     | Skócia        | vb-csoportkör  | -         |           |
| 60.       | 1978. június 25.     | Buenos Aires, Estadio Monumental           | Argentína      | 3 – 1     | Hollandia     | vb-döntő       | -         | 73'       |
|           | Összesen             |                                            |                | 60        | mérkőzés      |                | 3         | gól       |